# فرانشيسكو باتشيني
فرانشيسكو باتشيني (بالإيطالية: Francesco Pacini)‏ (7 يناير 1995 في إيطاليا - ) هو لاعب كرة قدم إيطالي في مركز حراسة المرمى. لعب مع نادي نوفارا.